# Zündkerzenlehre

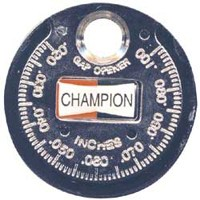
Spaltlehre: Eine Scheibe mit einer konischen Kante; die Kante ist gegen den Uhrzeigersinn dicker und eine Zündkerze wird entlang der Kante eingehängt, um den Abstand zu prüfen

Eine Zündkerzenlehre wird verwendet, um den Abstand zwischen Mittel- und Masseelektrode einer Zündkerze bestimmen zu können. Dieser Abstand muss auf 0,1 mm genau stimmen. Er wird mit zunehmender Betriebsdauer immer größer und kann durch leichtes Verbiegen der Masseelektrode korrigiert werden. Dies wird durch vorsichtiges Klopfen auf eine harte Unterlage erreicht, wobei der Abstand in keinem Fall zu klein werden darf.
Die meisten Zündkerzenlehren verfügen über ein konusförmiges Loch, mit dem man die Masseelektrode wieder aufbiegen kann, wenn sie trotz aller Vorsicht zu stark nach innen gebogen wurde. Die Lehre gibt es mit Inch- sowie Millimeter-Skala, zum Einstellen des richtigen Abstandes muss der Wert gegebenenfalls umgerechnet werden.